# يونيون إف أس
يونيون اف اس (بالإنجليزية: UnionFS) نظام ملفات لنظام لينكس، نظام فري بي اس دي، ونظام نت بي إس دي قادر على دمج الادلة مع بعضها بحيث يصبحان دليلا واحدا. وأغلب تطبيقات يونيون اف اس هو دمج الادلة التي تكون وضعيتها «قراءة فقط» مع دليل آخر وضعيته «قراءة وكتابة» ليصبحان وكانهما دليل واحد.

## الاستخدام
يتم دمج الدليل (أثناء العمل من السي دي) /KNOPPIX/ (قراءة فقط) مع الدليل /ramdisk/unionfs/ (قراءة وكتابة) بحيث يصبحان دليلا واحدا. فعند تثبيت أي برنامج جديد فان البرنامج «يظن» انه يذهب (على سبيل المثال) إلى /KNOPPIX/usr/bin/ ولكنه في الحقيقة يذهب إلى /ramdisk/unionfs/usr/bin/
1. ↑  "معلومات عن يونيون إف أس على موقع archlinux.org". archlinux.org. مؤرشف من الأصل في 2019-12-16.